# Суан Сонг Рекърдс
„Суан Сонг Рекърдс“ (на английски: Swan Song Records) е музикална компания, изградена от английската рок група „Лед Зепелин“.
Започва работа на 10 май 1974 година. Контролът е поверен на мениджъра на групата, Питър Грант, и тя е средство на групата за повишаване на информираността за продуктите ѝ, както и за привличане на музиканти, които не могат да си осигурят контракт с големите музикални компании (лейбъли). Решението за започване на лейбъла идва след като петгодишният договор на Зепелин с Атлантик Рекърдс изтича в края на 1973 г., макар че Атлантик в крайна сметка стават дистрибутори на продукта на лейбъла.
Някои от музикантите, които издават материал със Суан Сонг Рекърдс, включват Лед Зепелин (вкл. по-късни солови работи на Джими Пейдж и Робърт Плант), Бед Къмпани, Прити Тингс, Дейв Едмъндс, Мирабай, Маги Бел (и краткотрайната група, която оглавява - Миднайт Флайър), Дитектив, и Сад Кафей. Освен тях, има още 2 забележителни записа (макар без подпис с лейбъла), които са акредитирани като сингли на Суан Сонг. И двата са хитове в Обединеното кралство през 1981 г. Това са:
- Дуетът на Б.А.Робъртсън с Маги Бел, в сингъла Hold Me;
- Бекингът на Стрей Кетс и Дейв Едмъндс на неговия сингъл от 1981, The Race Is On.

Компанията престава да съществува през 1983 година и днес има единствената цел да издава преди неиздавани материали.